# Nowe Skalmierzyce
Nowe Skalmierzyce (deutsch 1908–20 Neu Skalmierschütz, 1940–43 Neu Skalden, 1943–45 Kalmen) ist eine Kleinstadt in Polen im Powiat Ostrowski in der Woiwodschaft Großpolen.
Die Einwohnerzahl von Nowe Skalmierzyce beträgt etwa 4800. Die Stadt war bis 2009 Sitz der Stadt-und-Land-Gemeinde Nowe Skalmierzyce.

## Geschichte

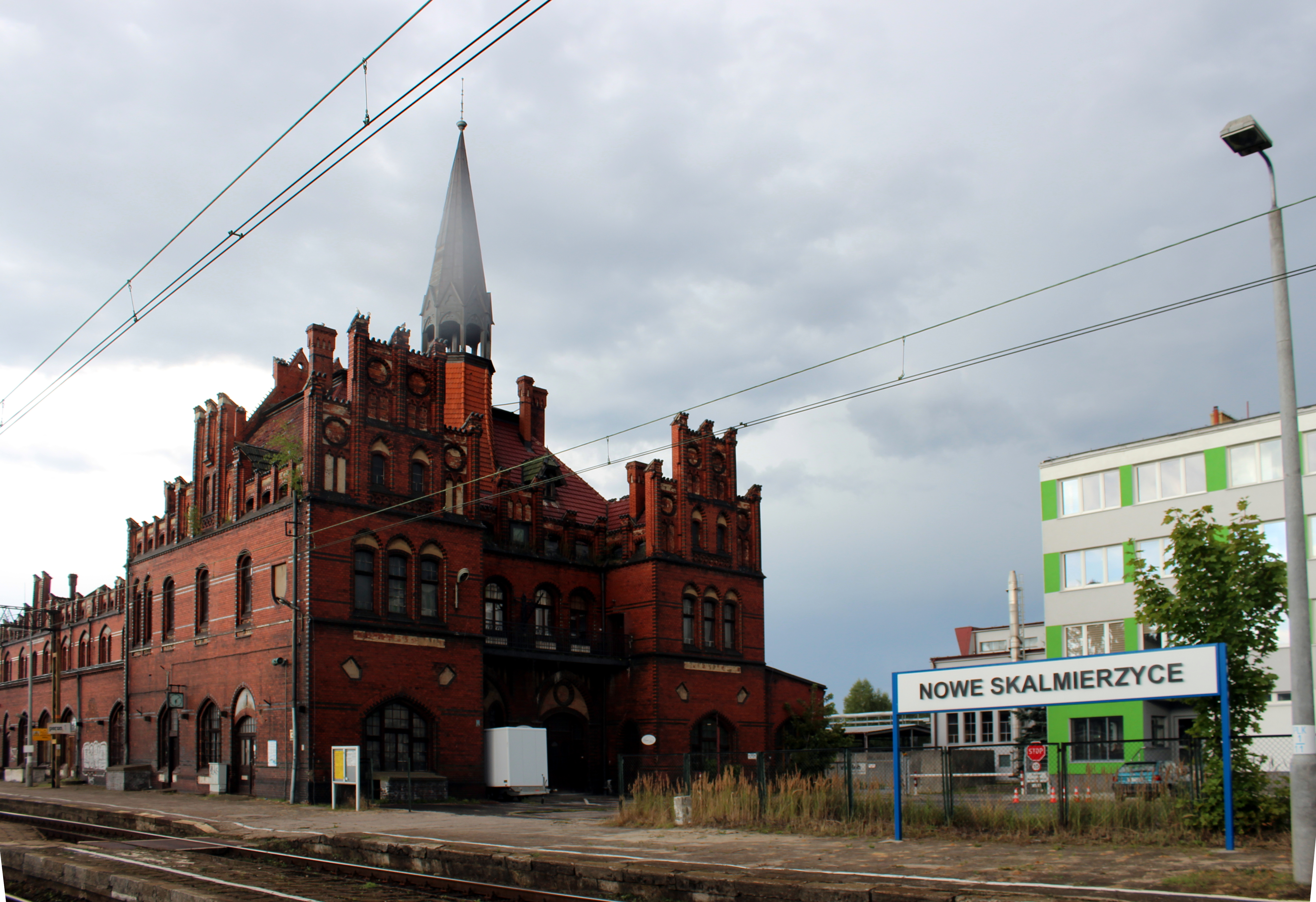
Bahnhof

Bis zum Jahr 1793 gehörte Skalmierzyce zur Woiwodschaft Kalisz. Nach der zweiten Teilung Polens von 1793 gehörte es bis 1807 zu Südpreußen, später zur Provinz Posen.
Ab dem Jahr 1815 verlief im Osten zwischen Skalmierzyce und Szczypiorno die Staatsgrenze. 1896 wurde die Bahnstrecke Ostrowo–Skalmierzyce auf der deutschen Seite der Grenze eröffnet. 1906 folgte die Bahnstrecke zwischen Kalisz und Warschau auf der russischen Seite. 1908 wurde das schon mehrheitlich deutschsprachige Nowe Skalmierzyce (Neu Skalmierschütz) ausgegliedert. 1911–1913 wurde eine evangelische Kirche gebaut.
Nach dem Ende des Ersten Weltkriegs kam Nowe Skalmierzyce zu Polen, Woiwodschaft Posen. Im Jahr 1921 gab es in der Gemeinde Skalmierzyce Nowe im Powiat Ostrów 135 Häuser mit 2388 Einwohnern, es waren überwiegend polnische (2339) Römisch-Katholiken (2288), die größte Minderheit waren evangelischen (88) Deutsche (41) und Juden (12/8).
Nach dem Krieg verließ die Mehrheit der Protestanten den Ort. Die evangelische Kirche wurde römisch-katholisch. Die kleinste evangelische Pfarrgemeinde der Superintendentur Ostrzeszów der Unierten Evangelischen Kirche in Polen zählte im Jahr 1937 52 Mitglieder.
Beim Überfall auf Polen 1939 wurde das Gebiet von den Deutschen besetzt und dem Landkreis Ostrowo im Reichsgau Wartheland zugeordnet.
1962 erhielt der Ort das Stadtrecht.
Von 1975 bis 1998 gehörte Nowe Skalmierzyce zur Woiwodschaft Kalisz.

## Sehenswürdigkeiten
Die Altstadt von Nowe Skalmierzyce ist reich an Sehenswürdigkeiten. Dazu zählen:
- die 1925 bis 1927 erbaute Fronleichnamskirche (kościół Bożego Ciała)
- die neobarocke ehemals evangelische Maria-Hilf-Kirche (kościół Najświętszej Marii Panny Nieustającej Pomocy) vom Anfang des 19. Jahrhunderts
- die 1873 umgestaltete Katharinenkirche (kościół św. Katarzyny) von 1791 im Ortsteil Skalmierzyce
- der 1904 bis 1909 errichtete, neugotische Bahnhof[3]
- das Denkmal der großpolnischen Aufständischen
- das Denkmal der gefallenen Flieger für Karol P. Gębik, Franciszek Jakusz-Gostomski, Ludwik H. Misiak, Wiktor Jabłoński, Kazimierz Pacut, Zdzisław Kuczkowski und Henryk Fojer, die am 15. September 1943 beim Absturz eines Halifax-Bombers (Nr. JD154) der britischen Luftwaffe in Nowe Skalmierzyce ums Leben kamen
- das Denkmal von Papst Johannes Paul II.